# Schradera lehmannii
Schradera lehmannii är en måreväxtart som beskrevs av Paul Carpenter Standley. Schradera lehmannii ingår i släktet Schradera och familjen måreväxter. Inga underarter finns listade i Catalogue of Life.